# Тымар (Чувашия)
Тыма́р (чув. Тымар) — посёлок в Ибресинском районе Чувашской Республики. Входит в состав Ширтанского сельского поселения.

## География
Находится в центральной части Чувашии на расстоянии приблизительно 2 км на юг по прямой от районного центра посёлка Ибреси.

## История
Официально посёлок основан в 1927 году в связи с организацией одноимённого товарищества крестьян, которому выделили земельный участок 125 га. Переселенцы были родом из села Ибреси, деревни Кульгеш и других деревень Урмарского района. До образования посёлка они создали товарищество «Юбал» (в 1921 году) и начали разработку земли на арендной основе. В 1970 году учтено было 138 жителей, в 1989 году — 114. В 2002 году отмечено 38 дворов, в 2010 — 37.

## Население
Население составляло 109 человек (чуваши 90 %) в 2002 году, 96 в 2010.